# Socijaldemokratska unija Bosne i Hercegovine
Socijaldemokratska unija Bosne i Hercegovine politička je stranka nastala 2002. godine istupanjem dijela članstva iz Socijaldemokratske partije Bosne i Hercegovine. Trenutno je predsjednik stranke Nermin Pećanac. Danas politički djeluje samostalno.

## Također pogledajte
- Popis političkih stranaka u BiH